# 原田宗馭
原田 宗馭（はらだ そうぎょ、弘治2年（1556年） - 寛永15年5月26日（1638年7月7日））は、安土桃山時代後期から江戸時代前期の武士。茶人。幕府御茶道頭、御数寄屋頭。原田常通（芦隠斎）の子。通称清次郎。官途左馬允。諱は維利（これとし）。

## 生涯
弘治2年（1556年）堺に生まれる。小早川秀秋の家臣となるが浪人し、茶の湯を古田織部に学んで極める。慶長9年（1604年）、旗本・鵜殿重長（慶長18年（1613年）に改易・切腹）の紹介で、織部流茶人でもある将軍徳川秀忠に御茶道（堂）として仕え、破格の現米70石を給される。ちなみに、元和2年（1616年）徳川家康没後の駿府引き揚げ時、御茶道頭であった中野笑雲（織部門下）は江戸に宅地と現米50石が与えられている。
元和9年（1623年）、大御所秀忠の命で御数寄屋頭となり、徳川家光に仕える。宗馭は、御数寄屋組頭・数寄屋坊主・露次の者を統括した。寛永15年（1638年）5月26日没、83歳。